# لدنوگورا
لدنوگورا (به لاتین: Lednogóra) یک روستا در لهستان است که در گمینا ووبووو واقع شده‌است.